# دوري كرة القدم الأوكراني الدرجة الثانية 2011–12
دوري كرة القدم الأوكراني الدرجة الثانية 2011–12 (بالأوكرانية: Чемпіонат України з футболу 2011—2012: друга ліга)‏ هو موسم من دوري كرة القدم الأوكراني الدرجة الثانية ‏. فاز فيه PFC Sumy ‏.